# Ljubo Čuvalo
Ljubo Mate Čuvalo (Proboj, 29. veljače 1908. – Chicago, 24. siječnja 1975.) bio je hrvatski katolički svećenik iz reda franjevaca, novinar i iseljenički kulturni djelatnik.

## Životopis
Završio je franjevačku gimnaziju u Širokom Brijegu. U Franjevački red stupio je 1926. u Humcu. Filozofiju i teologiju studirao je u Wrocławu i Mostaru. U Mostaru je 1933. zaređen za svećenika. Starješinstvo Hercegovačke franjevačke provincije šalje ga 1935. u SAD i Kanadu.
Bio je misionar u Vancouveru i Portlandu, župnik u Ambridgeu (1943.–1945.), u Milwaukeeu (1946.–1949.) te u samostanu Sv. Ante u Chicagu (1945.–1946.; 1958.–1975.). Jedan je od utemeljitelja organizacije Ujedinjenih američkih Hrvata. U Chicagu je bio urednik Hrvatskoga katoličkog glasila i Hrvatskoga kalendara te urednik i suradnik tjednika Danica.

### Članci
- Bašić, Nataša. 1993. Čuvalo, Ljubo. Hrvatski biografski leksikon. Zagreb.  journal zahtijeva |journal= (pomoć)